# M1918 BAR
М1918 BAR (Browning Automatic Rifle) је амерички пушкомитраљез који је током Првог светског рата конструисао Џон Браунинг за америчке експедиционе снаге у Европи. Пушкомитраљез BAR је 1918. уведен у наоружање, а поред САД користиле су га и многе друге земље, углавном западног света, све до 1970-их.
Пушкомитраљез BAR је дизајниран и коришћен као лако преносиво и компактно оружје велике ватрене моћи којим лако може руковати један војник за разлику од тешких и компликованих митраљеза тог времена. Најмасовније се користио током Другог светског рата, а бојну примену је нашао и касније у бројним сукобима и на разним странама. Поред Сједињених Држава, своје верзије овог пушкомитраљеза су производиле још и Белгија, Пољска и Шведска.

## Развој
Настанак овог пушкомитраљеза повезан је са Првим светским ратом и стизањем Америчког експедиционог корпуса на Западни фронт. Делови америчких снага су користили француске пушкомитраљезе M1915 Шоша који је био непоуздан и склон заглављивању. У оквиру 79. дивизије из састава експедиционог корпуса, на Западни фронт је стигао и поручник Вал Браунинг, син Џона Браунинга да савезницима (између осталог) демонстрира нове конструкције свога оца. Поред увелико коришћеног и рекламираног тешког митраљеза Браунинг М1917, сам Вал лично је носио нешто ново - моћну аутоматску пушку БАР (скраћено од Browning Automatic Rifle) у стандардном војном калибру .30-06 Спр. (7,62x63mm). Браунинг је "прескочио" једну степеницу у развоју личног наоружања тј. полуаутоматску пушку и војницима одмах понудио аутоматско оружје, замењивих оквира од 20 метака у званичном војном калибру. Службено је носио ознаку Model 1918.
Принцип рада заснивао се на систему позајмице гасова (који је био доста упрошћен), опаљење се вршило из отвореног положаја затварача, где се притиском на обарач, затварач захвата метак из оквира, "гура" га у лежиште у цеви где ударна игла врши опаљење метка. И поред свега, за оно време, систем је функционисао доста једноставно и поуздано.
Након рата стручњаци у САД су запазили и пар недостатака првобитног БАР-а а они су се огледали у превеликој тежини за просечног војника (дупло тежи од стандардне пушке - репетирке М1903) и њихов даљи развој ишао је ка одељенском пушкомитраљезу. Тако је настала верзија М1922 Light Machine Gun, која је имала ножице испред предњег рукохвата (ослоњене на цев) као и помериву ножицу испод кундака (јер је првобитни БАР при рафалној паљби "из руке" био прилично непрецизан) као и нишане са митраљеза М1917 и као таква ушла у наоружање америчке коњице.
Даљи развој води преко верзије М1918А1 (ослањање ножица на гасни цилидар а не на цев) до коначне верзије М1918А2 усвојене 1940. године. Обе су коришћене у Другом светском рату (масовније верзија А2) као и у Корејском рату. Верзија М1918А2 добија ножице постављене испод скривача пламена, укида се полуаутоматски режим паљбе (са ранијих модела) и оставља се само аутоматски режим и то у варијантама normal (fast) rate (500–650 мет/мин) и reduced (slow) rate (300–450 мет/мин), тј. нормална и редукована (смањена) брзина паљбе. Производња се одвијала још и у фабрикама "Colt", "Marlin-Rockwell" и "Winchester".
Лиценцу за производњу овог пушкомитраљеза су касније откупиле Пољска и Шведска док је белгијска фирма ФН Херстал имала уговор да за Европско тржиште производи патентирана оружја Џона Браунинга. Белгијанци су развили верзију FN Model D који се сматра најбољом верзијом пушкомитраљеза БАР. Белгијски конструктор Диудон Сев је додао рукохват, променљиву цев по угледу на ZB Vz. 26 што је допринело лакшем руковању и замени цеви на бојишту. Војник би имао две цеви на располагању, једна која је била уграђена на оружју и другу која се носила споредно уз опрему. Услед прегревања, војник би загрејану цев заменио "свежом" цеви, а ову прегрејану оставио на хлађење.

## Верзије
Пушкомитраљези система БАР су се користили широм света, а производили су се поред Сједињених Држава, још и у Белгији, Пољској и Шведској. Само у САД је произведено преко 350.000 примерака.

### Сједињене Америчке Државе
- М1918-првобитна верзија
- М1918А1-верзија са додатим ножицама одоздо
- М1922
- M1918А2-најмасовнија верзија

### Белгија
- FN Model D- произвеђена у разним калибрима у фабрици ФН Херстал. У наоружање белгијске војске уведена под именом "Mle 1930".[6]

### Пољска
- Ręczny karabin maszynowy „Browning” wz. 28- у калибру 7.92x57mm, поседује задњи рукохват и променљиву цев ради лакше експлоатације. Произведено око 24.000 комада.

### Шведска
- Kg m/37- у калибру 6.5x55mm. Развијен у Шведској, такође поседује рукохват и променљиву цев.
- Kg m/21-37- преправка старије верзије m/21 коју је Шведска војска набавила током 1920-их од Белгијског произвођача. Преправке су укључивале уградњу заменљиве цеви што омогућава њену замену услед прегревања друге цеви приликом снажне и константне аутоматске паљбе.

## Корисници
- САД
- Аргентина
- Аустрија
- Белгија: производио ФН Херстал по лиценци, уведен у наоружање 1930.
- Боливија
- Бразил
- Венецуела
- Краљевина Грчка
- Египат
- Ел Салвадор
- Етиопија
- Италија
- Израел: купио Белгијску верзију.
- Југославија: пушкомитраљези BAR испоручени покретима отпора, ЈВуО и НОВЈ.
- Јужни Вијетнам
- Јужни Судан
- Камбоџа
- Канада
- Република Кореја
- Лаос
- Луксембург
- Либерија
- Норвешка
- Пакистан
- Панама
- Пољска: производила по лиценци домаћу верзију wz. 28.
- СССР: заробљене пољске верзије коришћене током рата.
- Тајланд
- Турска
- Уједињено Краљевство
- Уругвај
- Филипини
- Холандија
- Шведска